# صموئيل توماس هوزر
صموئيل توماس هوزر هو مهندس مدني وسياسي أمريكي، ولد في 10 يناير 1833 في فالماوث في الولايات المتحدة، وتوفي في 10 نوفمبر 1914 في هيلينا في الولايات المتحدة. نشط حزبياً في الحزب الديمقراطي. وقد انتخب Governor of Montana Territory ‏ (14 يوليو 1885 – 7 فبراير 1887).